# كأس المربين للخيل
كأس المربين (بالإنجليزية: Breeders' Cup) هو حدث سنوي عالمي في سباقات الخيل الأصيلة يقام في الولايات المتحدة (وأحيانًا في كندا). تأسس في عام 1984 ويُعد أحد أبرز الفعاليات في سباقات الخيل، إذ يُعتبر بمثابة "بطولة العالم" لسباقات الخيل الأصيلة.

## الوصف
يتكون الحدث من سلسلة من السباقات التي تُجرى على مدار يومين في أواخر أكتوبر أو أوائل نوفمبر. تتغير مواقع استضافة كأس المربين سنويًا بين مضامير مختلفة في أمريكا الشمالية، وقد استُضيف أحيانًا في كندا.

## الأهمية
تجذب البطولة نخبة من أفضل الخيول والمدربين والفرسان من مختلف أنحاء العالم، وتتميز بجوائز مالية ضخمة تتجاوز 31 مليون دولار أمريكي في المجموع. بعض السباقات ضمن البطولة، مثل كأس المربين كلاسيك، تُعد من أغلى وأشهر السباقات عالميًا.

## السباقات
تشمل البطولة عدة سباقات رئيسية، منها:
- كأس المربين كلاسيك

- كأس المربين تيرف

- كأس المربين مايل

- كأس المربين ديرت مايل

- سباقات مخصصة للخيول الصغيرة